# Lauterborniella pulchra
Lauterborniella pulchra är en tvåvingeart som först beskrevs av Jean-Jacques Kieffer 1921.  Lauterborniella pulchra ingår i släktet Lauterborniella och familjen fjädermyggor. Inga underarter finns listade i Catalogue of Life.